# Wixon Valley (Texas)
Wixon Valley es una ciudad ubicada en el condado de Brazos en el estado estadounidense de Texas. En el Censo de 2010 tenía una población de 254 habitantes y una densidad poblacional de 54,06 personas por km².

## Geografía
Wixon Valley se encuentra ubicada en las coordenadas 30°46′11″N 96°19′20″O / 30.76972, -96.32222. Según la Oficina del Censo de los Estados Unidos, Wixon Valley tiene una superficie total de 4.7 km², de la cual 4.65 km² corresponden a tierra firme y (1.1%) 0.05 km² es agua.

## Demografía
Según el censo de 2010, había 254 personas residiendo en Wixon Valley. La densidad de población era de 54,06 hab./km². De los 254 habitantes, Wixon Valley estaba compuesto por el 85.04% blancos, el 10.24% eran afroamericanos, el 0.39% eran amerindios, el 0% eran asiáticos, el 0% eran isleños del Pacífico, el 1.97% eran de otras razas y el 2.36% pertenecían a dos o más razas. Del total de la población el 9.84% eran hispanos o latinos de cualquier raza.